# Merope (Gattin des Megareus)
Merope (altgriechisch Μερόπη Merópē) ist in der griechischen Mythologie
die Gemahlin des Megareus und Mutter des Hippomenes, des Siegers gegen Atalante im Wettlauf.